# 加扬
加扬（法語：Gayan，法語發音：[ɡajɑ̃]）是法国上比利牛斯省的一个市镇，位于该省西北部，属于塔布区。

## 地理
加扬（43°18'31"N, 0°2'38"E）面积2.78 平方千米，位于法国奧克西塔尼大區上比利牛斯省，该省份为法国西南部内陆省份，北至热尔省，西接大西洋比利牛斯省，南与西班牙接壤，东临上加龙省。
与加扬接壤的市镇（或旧市镇、城区）包括：锡亚鲁伊、昂德雷斯特、拉加尔德、乌尔斯贝利勒。

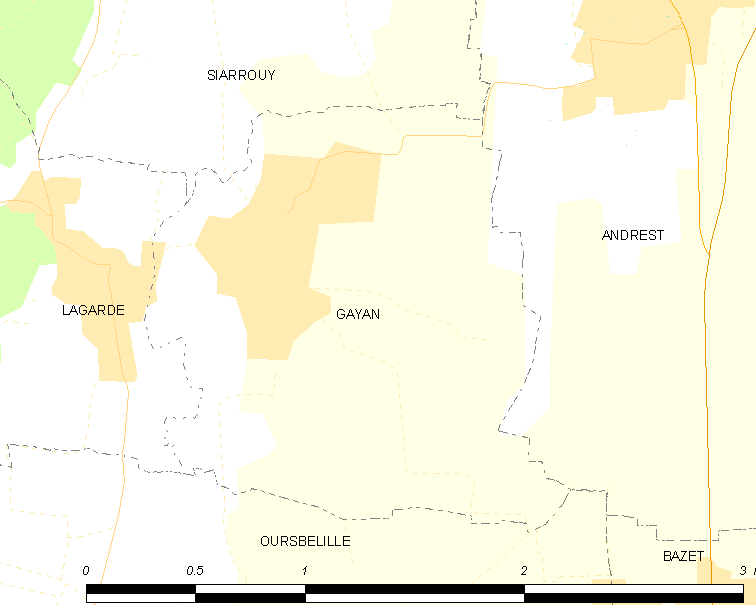
加扬的OSM定位图

加扬的时区为UTC+01:00、UTC+02:00（夏令时）。

## 行政
加扬的邮政编码为65320，INSEE市镇编码为65189。

## 政治
加扬所属的省级选区为比戈尔地区维克县。

## 人口

1962-2008年间加扬人口变化图示

加扬于2022年1月1日时的人口数量为267人。